# Bułgaria na Zimowych Igrzyskach Olimpijskich 2018
Bułgaria na Zimowych Igrzyskach Olimpijskich 2018 – występ kadry sportowców reprezentujących Bułgarię na igrzyskach olimpijskich w Pjongczangu w 2018 roku.
W kadrze znalazło się 21 zawodników – 12 mężczyzn i 9 kobiet. Była to najliczniejsza reprezentacja Bułgarii na zimowych igrzyskach olimpijskich od igrzysk w Salt Lake City w 2002 roku. Reprezentanci Bułgarii wystąpili w 25 konkurencjach w 6 dyscyplinach sportowych.
Funkcję chorążego reprezentacji Bułgarii podczas ceremonii otwarcia igrzysk pełnił snowboardzista Radosław Jankow, a podczas ceremonii zamknięcia – biegacz narciarski Jordan Czuczuganow. Reprezentacja Bułgarii weszła na stadion olimpijski jako 32. w kolejności, pomiędzy ekipami z Boliwii i Brazylii.
Bułgarzy nie zdobyli medalu. Najlepsze rezultaty osiągnęli Aleksandra Żekowa (6. miejsce w snowboard crossie kobiet) i Władimir Zografski (14. miejsce w konkursie skoków na normalnym obiekcie).
Był to 20. start reprezentacji Bułgarii na zimowych igrzyskach olimpijskich i 40. start olimpijski, wliczając w to letnie występy.

## Statystyki według dyscyplin
| Lp.     | Dyscyplina            | Mężczyźni | Kobiety | Łącznie |
| ------- | --------------------- | --------- | ------- | ------- |
| 1       | Biathlon              | 5         | 5       | 10      |
| 2       | Biegi narciarskie     | 2         | 1       | 3       |
| 3       | Narciarstwo alpejskie | 2         | 1       | 3       |
| 4       | Saneczkarstwo         | 1         | –       | 1       |
| 5       | Skoki narciarskie     | 1         | –       | 1       |
| 6       | Snowboarding          | 1         | 2       | 3       |
| Łącznie | Łącznie               | 12        | 9       | 21      |

## Skład reprezentacji

### Biathlon
| Konkurencja                        | Zawodnik                                                            | Wynik                                     | Wynik                | Miejsce             |
| Konkurencja                        | Zawodnik                                                            | Czas                                      | Pudła                | Miejsce             |
| ---------------------------------- | ------------------------------------------------------------------- | ----------------------------------------- | -------------------- | ------------------- |
| Sprint kobiet – 7,5 km             | Emilija Jordanowa                                                   | 23:50,0                                   | 1+0                  | 60.                 |
| Sprint kobiet – 7,5 km             | Daniela Kadewa                                                      | 24:39,2                                   | 2+1                  | 72.                 |
| Sprint kobiet – 7,5 km             | Desisława Stojanowa                                                 | 24:54,3                                   | 2+3                  | 76.                 |
| Sprint kobiet – 7,5 km             | Milena Todorowa                                                     | 25:33,6                                   | 1+1                  | 84.                 |
| Bieg pościgowy kobiet – 10 km      | Emilija Jordanowa                                                   | 37:04,3                                   | 2+1+3+0              | 55.                 |
| Bieg indywidualny kobiet – 15 km   | Emilija Jordanowa                                                   | 50:56,3                                   | 4+0+1+1              | 82.                 |
| Bieg indywidualny kobiet – 15 km   | Daniela Kadewa                                                      | 46:52,7                                   | 0+0+1+2              | 53.                 |
| Bieg indywidualny kobiet – 15 km   | Stefani Popowa                                                      | 50:20,3                                   | 1+0+2+2              | 77.                 |
| Bieg indywidualny kobiet – 15 km   | Desisława Stojanowa                                                 | 50:25,9                                   | 2+2+2+1              | 79.                 |
| Sztafeta kobiet – 4×6 km           | Emilija Jordanowa Daniela Kadewa Stefani Popowa Desisława Stojanowa | 18:24,4 18:33,2 19:27,6 18:12,8 1:14:38,0 | 1+3 0+1 1+4 0+1 2+9  | 16. 8. 17. 11. 16.  |
| Sprint mężczyzn – 10 km            | Krasimir Anew                                                       | 25:08,8                                   | 1+1                  | 37.                 |
| Sprint mężczyzn – 10 km            | Dimityr Gerdżikow                                                   | 26:47,9                                   | 2+2                  | 81.                 |
| Sprint mężczyzn – 10 km            | Władimir Iliew                                                      | 25:42,7                                   | 0+4                  | 54.                 |
| Sprint mężczyzn – 10 km            | Anton Sinapow                                                       | 25:47,9                                   | 2+1                  | 56.                 |
| Bieg pościgowy mężczyzn – 12,5 km  | Krasimir Anew                                                       | 37:57,9                                   | 0+0+3+2              | 45.                 |
| Bieg pościgowy mężczyzn – 12,5 km  | Władimir Iliew                                                      | 38:08,7                                   | 1+3+2+1              | 46.                 |
| Bieg pościgowy mężczyzn – 12,5 km  | Anton Sinapow                                                       | 40:49,1                                   | 0+1+3+4              | 60.                 |
| Bieg indywidualny mężczyzn – 20 km | Krasimir Anew                                                       | 50:41,8                                   | 0+0+0+1              | 25.                 |
| Bieg indywidualny mężczyzn – 20 km | Dimityr Gerdżikow                                                   | 52:12,0                                   | 2+0+1+0              | 43.                 |
| Bieg indywidualny mężczyzn – 20 km | Władimir Iliew                                                      | 50:25,9                                   | 0+1+1+1              | 19.                 |
| Bieg indywidualny mężczyzn – 20 km | Anton Sinapow                                                       | 54:48,4                                   | 0+2+0+3              | 71.                 |
| Sztafeta mężczyzn – 4×7,5 km       | Krasimir Anew Anton Sinapow Dimityr Gerdżikow Władimir Iliew        | 19:59,9 19:52,2 LAP – LAP                 | 1+3 0+4 2+6 – 3+13   | 13. 12. – 16.       |
| Sztafeta mieszana – 2×6 + 2×7,5 km | Emilija Jordanowa Daniela Kadewa Krasimir Anew Władimir Iliew       | 16:49,9 17:46,0 18:56,2 18:59,6 1:12:31,7 | 0+1 0+3 0+4 0+3 0+11 | 15. 16. 15. 14. 17. |

### Biegi narciarskie
| Konkurencja                                         | Zawodnik                          | Kwalifikacje | Kwalifikacje | Ćwierćfinały | Ćwierćfinały | Półfinały | Półfinały | Finały  | Finały  | Finały  |
| Konkurencja                                         | Zawodnik                          | Czas         | Miejsce      | Czas         | Miejsce      | Czas      | Miejsce   | Czas    | Strata  | Miejsce |
| --------------------------------------------------- | --------------------------------- | ------------ | ------------ | ------------ | ------------ | --------- | --------- | ------- | ------- | ------- |
| Sprint indywidualny kobiet stylem klasycznym        | Antonija Grigorowa-Burgowa        | 3:59,77      | 66. nq       | NQ           | NQ           | NQ        | NQ        | NQ      | NQ      | 66.     |
| Bieg indywidualny kobiet na 10 km stylem dowolnym   | Antonija Grigorowa-Burgowa        | —            | —            | —            | —            | —         | —         | 29:32,8 | +4:32,3 | 66.     |
| Sprint indywidualny mężczyzn stylem klasycznym      | Weselin Cinzow                    | 3:28,19      | 59. nq       | NQ           | NQ           | NQ        | NQ        | NQ      | NQ      | 59.     |
| Sprint indywidualny mężczyzn stylem klasycznym      | Jordan Czuczuganow                | 3:32,62      | 68. Q        | NQ           | NQ           | NQ        | NQ        | NQ      | NQ      | 68.     |
| Sprint drużynowy mężczyzn stylem dowolnym           | Jordan Czuczuganow Weselin Cinzow | —            | —            | —            | —            | 17:38,26  | 12. nq    | NQ      | NQ      | 23.     |
| Bieg indywidualny mężczyzn na 15 km stylem dowolnym | Weselin Cinzow                    | —            | —            | —            | —            | —         | —         | 36:17,3 | +2:33,4 | 34.     |
| Bieg indywidualny mężczyzn na 15 km stylem dowolnym | Jordan Czuczuganow                | —            | —            | —            | —            | —         | —         | 40:39,6 | +6:55,7 | 95.     |
| Bieg masowy mężczyzn na 50 km stylem klasycznym     | Weselin Cinzow                    | —            | —            | —            | —            | —         | —         | DNF     | DNF     | DNF     |

### Narciarstwo alpejskie
| Konkurencja            | Zawodnik       | Przejazd 1 | Przejazd 1 | Przejazd 2 | Przejazd 2 | Czas łączny | Miejsce |
| Konkurencja            | Zawodnik       | Czas       | Miejsce    | Czas       | Miejsce    | Czas łączny | Miejsce |
| ---------------------- | -------------- | ---------- | ---------- | ---------- | ---------- | ----------- | ------- |
| Slalom kobiet          | Marija Kirkowa | 54,87      | 41.        | 54,14      | 35.        | 1:49,01     | 35.     |
| Slalom gigant kobiet   | Marija Kirkowa | 1:18,39    | 46.        | 1:14,38    | 37.        | 2:32,77     | 40.     |
| Slalom mężczyzn        | Kamen Złatkow  | DNF        | DNF        | DNS        | DNS        | DNF         | DNF1    |
| Slalom mężczyzn        | Albert Popow   | DNF        | DNF        | DNS        | DNS        | DNF         | DNF1    |
| Slalom gigant mężczyzn | Kamen Zlatkow  | 1:17,65    | 59.        | DNF        | DNF        | DNF         | DNF2    |
| Slalom gigant mężczyzn | Albert Popow   | 1:12,39    | 34.        | 1:11,21    | 22.        | 2:23,60     | 28.     |

### Saneczkarstwo
| Konkurencja      | Zawodnicy     | Ślizg 1 | Ślizg 1 | Ślizg 2 | Ślizg 2 | Ślizg 3 | Ślizg 3 | Ślizg 4 | Ślizg 4 | Czas łączny | Miejsce |
| Konkurencja      | Zawodnicy     | Czas    | Miejsce | Czas    | Miejsce | Czas    | Miejsce | Czas    | Miejsce | Czas łączny | Miejsce |
| ---------------- | ------------- | ------- | ------- | ------- | ------- | ------- | ------- | ------- | ------- | ----------- | ------- |
| Jedynki mężczyzn | Paweł Angełow | 51,569  | 37.     | 49,449  | 36.     | 50,094  | 39.     | NQ      | NQ      | 2:29,718    | 37.     |

### Skoki narciarskie
| Konkurencja                                        | Zawodnik           | Kwalifikacje | Kwalifikacje | Kwalifikacje | Seria 1 | Seria 1 | Seria 1 | Seria 2 | Seria 2 | Seria 2 | Nota  | Miejsce |
| Konkurencja                                        | Zawodnik           | Skok         | Nota         | Miejsce      | Skok    | Nota    | Miejsce | Skok    | Nota    | Miejsce | Nota  | Miejsce |
| -------------------------------------------------- | ------------------ | ------------ | ------------ | ------------ | ------- | ------- | ------- | ------- | ------- | ------- | ----- | ------- |
| Konkurs indywidualny mężczyzn na skoczni normalnej | Władimir Zografski | 98,5         | 118,8        | 17. Q        | 101,5   | 106,8   | 23. Q   | 108,5   | 119,7   | 8.      | 226,5 | 14.     |
| Konkurs indywidualny mężczyzn na skoczni dużej     | Władimir Zografski | 123,0        | 94,3         | 31. Q        | 119,5   | 105,9   | 35. nq  | NQ      | NQ      | NQ      | 105,9 | 35.     |

### Snowboarding
| Konkurencja                       | Zawodnik          | Kwalifikacje | Kwalifikacje | Kwalifikacje | Kwalifikacje | 1/4  | 1/2   | Finał | Miejsce |
| Konkurencja                       | Zawodnik          | P1           | P2           | W            | M            | 1/4  | 1/2   | Finał | Miejsce |
| --------------------------------- | ----------------- | ------------ | ------------ | ------------ | ------------ | ---- | ----- | ----- | ------- |
| Snowboard cross kobiet            | Aleksandra Żekowa | 1:20,23      | BYE          | 1:20,23      | 9. Q         | 1. Q | 3. QA | 6.    | 6.      |
| Slalom gigant równoległy kobiet   | Teodora Pentczewa | 1:38,63      | N/A          | N/A          | 27. nq       | NQ   | NQ    | NQ    | 27.     |
| Slalom gigant równoległy mężczyzn | Radosław Jankow   | 1:26,04      | N/A          | N/A          | 19. nq       | NQ   | NQ    | NQ    | 19.     |